# Agave ensifera
Agave ensifera är en sparrisväxtart som beskrevs av Georg Albano von Jacobi. Agave ensifera ingår i släktet Agave och familjen sparrisväxter. Inga underarter finns listade i Catalogue of Life.